# Richard Hatch
Pour les articles homonymes, voir Hatch.
Richard Hatch, né le 21 mai 1945 à Santa Monica (Californie), et mort le 7 février 2017 à Santa Clarita (Californie), est un acteur, réalisateur et romancier américain.

## Biographie
Richard Hatch est né le 21 mai 1945 à Santa Monica, en Californie, de John Raymond Hatch et Elizabeth Hatch (née White). Il a grandi avec quatre frères et sœurs.
Pendant ses études secondaires, il aspirait à devenir un athlète de saut à la perche et n'avait que très peu d’intérêt pour le théâtre ou le métier d’acteur, car il se considérait trop timide et peu sûr de lui. 
C’est l’assassinat du président Kennedy en 1963 qui a orienté Richard vers le théâtre. 

Il avait été inscrit à un cours d’interprétation orale obligatoire à l’époque, et après l'assassinat du président, a présenté un article écrit sur Kennedy sur lequel il a déclaré : "Alors que j'ai commencé à lire cet article, j'ai été tellement affecté par ce que je disais que je me suis oublié. J'exprimais des sentiments et des émotions que j'avais tendance à garder enfermé en moi".

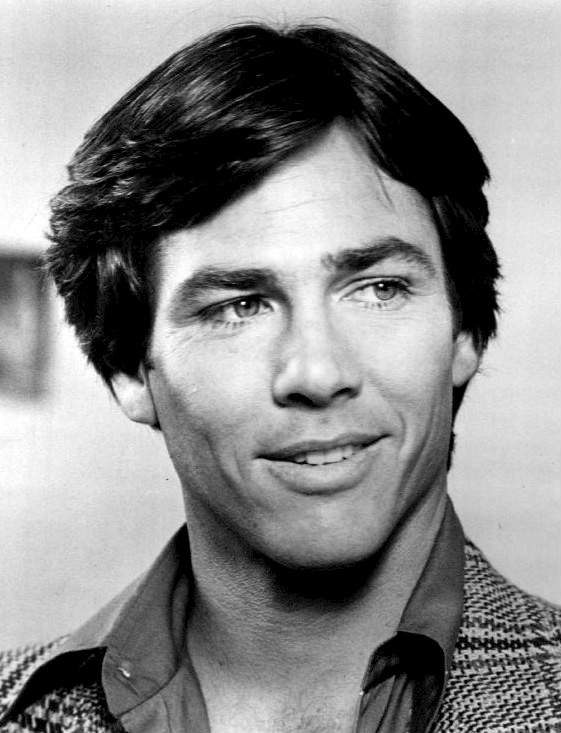
Richard Hatch dans Les Rues de San Francisco en 1977

Richard Lawrence Hatch est principalement connu pour avoir interprété le capitaine Apollo dans Galactica et Tom Zarek dans Battlestar Galactica.
Il joue aussi le rôle de l’inspecteur Dan Robbins lors de la cinquième (et dernière) saison (1976-1977) de la série télévisée Les Rues de San Francisco, en remplacement de Michael Douglas.
Il est le coauteur de différents romans (voir Galactica (Produits Dérivés) inspirés de la première série.
Il est mort le 7 février 2017 à l'âge de 71 ans d’un cancer du pancréas à Santa Clarita, en Californie.